# Colophon montisatris
Colophon montisatris là một loài bọ cánh cứng thuộc họ Lucanidae. Nó là loài đặc hữu của Nam Phi.